# Zeilring

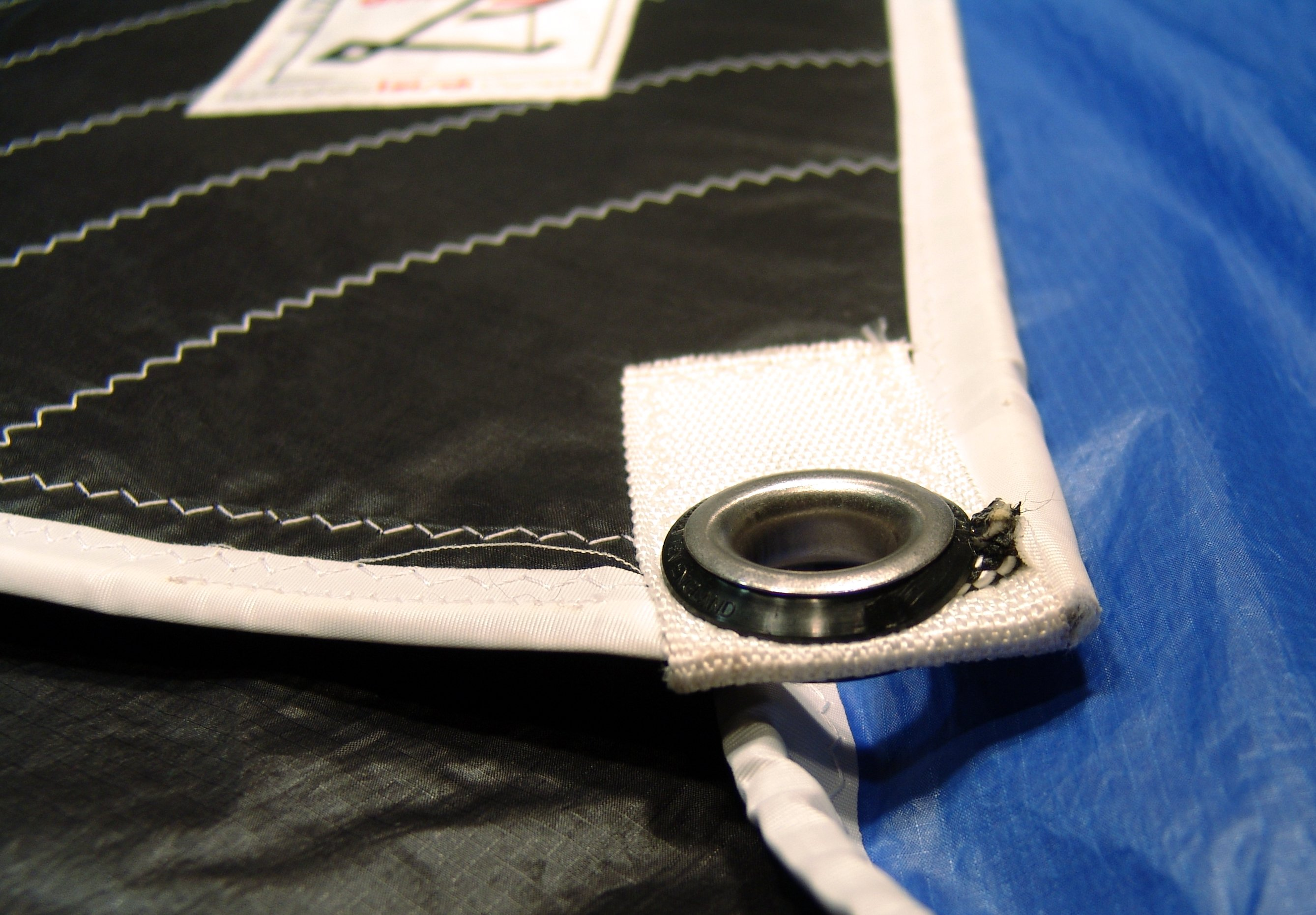
Zeilring aan een gennaker

Een zeilring is een ring die zich in het dekzeil bevindt.
Deze ringen zijn bedoeld voor de bevestiging van het dekzeil op zijn plaats. Als een dekzeil geen zeilringen bevat, bestaat er de mogelijkheid dat het zeil uitscheurt of dat het dekzeil niet bevestigd kan worden. Zeilringen zijn er in verscheidene groottes en materialen waaronder kunststof en metaal, soms gekleurd. Kleinere formaten zeilringen worden ook nestelringen genoemd.